# Dans le nu de la vie
Dans le nu de la vie, sous-titré Récits des marais rwandais, est un livre de Jean Hatzfeld paru le 24 août 2000 aux éditions du Seuil et ayant reçu l'année suivante le prix France Culture. Il a été traduit en une douzaine de langues. 

## Résumé
Ce livre transcrit les récits de survivants du génocide rwandais perpétué contre le Tutsis sur les collines de Nyamata au Rwanda. Les témoignages, accompagnés de photos noir sur blanc de Raymond Depardon, ont été enregistrés au cours d'un séjour à Nyamata, entre le 1er et le 15 août 1999, puis les récits ont été écrits à Nyamata en avril 2000. 
1. De bon matin à Nyamata (Cassius Niyonsaba, 12 ans, écolier)
2. Le grand et le petit marchés (Jeannette Ayinkamiye, 17 ans, cultivatrice et couturière)
3. La route du Bugesera (Francine Niyitegeka, 25 ans, commerçante et agricultrice)
4. La colline de Kibungo (Janvier Munyaneza, 14 ans, berger )
5. Des comes en forme de lyre (jean-Baptiste Munyankore, 60 ans, enseignant)
6. Au Coin des Veuves (Angélique Mukamanzi, 25 ans, cultivatrice)
7. Des vélos-taxis sous un acacia (Innocent Rwililiza, 38 ans, enseignant)
8. Une boutique sur la grand-rue (Marie-Louise Kagoyire, 45 ans, commerçante)
9. Le pénitencier de Rilima (Christine Nyiransabimana, 22 ans, cultivatrice)
10. U ne fuite secrète  (Odette Mukamusoni, 23 ans, aide-maçon)
11. Les casiers des mémoriaux (Édith Uwanyiligira, 34 ans)
12. Une précision en chemin  (Berthe Mwanankabandi, 20 ans, cultivatrice)
13. La maison terre-tôle de Claudine  (Claudine Kayitesi, 21 ans, cultivatrice)
14. Crépuscule sur la permanence (Sylvie Umubyeyi, 34 ans. assistante sociale )

## Éditions
- Dans le nu de la vie, éditions du Seuil, 2000  (ISBN 2-02-043809-7)